# Nowy cmentarz żydowski w Piotrkowie Kujawskim
Nowy cmentarz żydowski w Piotrkowie Kujawskim - mieścił się przy dzisiejszej ulicy Topolowej. W czasie II wojny światowej uległ dewastacji. Po wojnie na jego terenie mieściła się Spółdzielnia Kółek Rolniczych, a obecnie Zakład Komunalny. W maju 2012 roku działacze społeczni z Kujaw: Krzysztof Wątrobicz i Zbigniew Sołtysiński znaleźli na jego terenie dwa fragmenty rozbitych macew. Przekazali je Izbie Regionalnej w Radziejowie przy Miejskiej i Powiatowej Bibliotece Publicznej im. Franciszka Becińskiego.